# 市川團之助 (3代目)

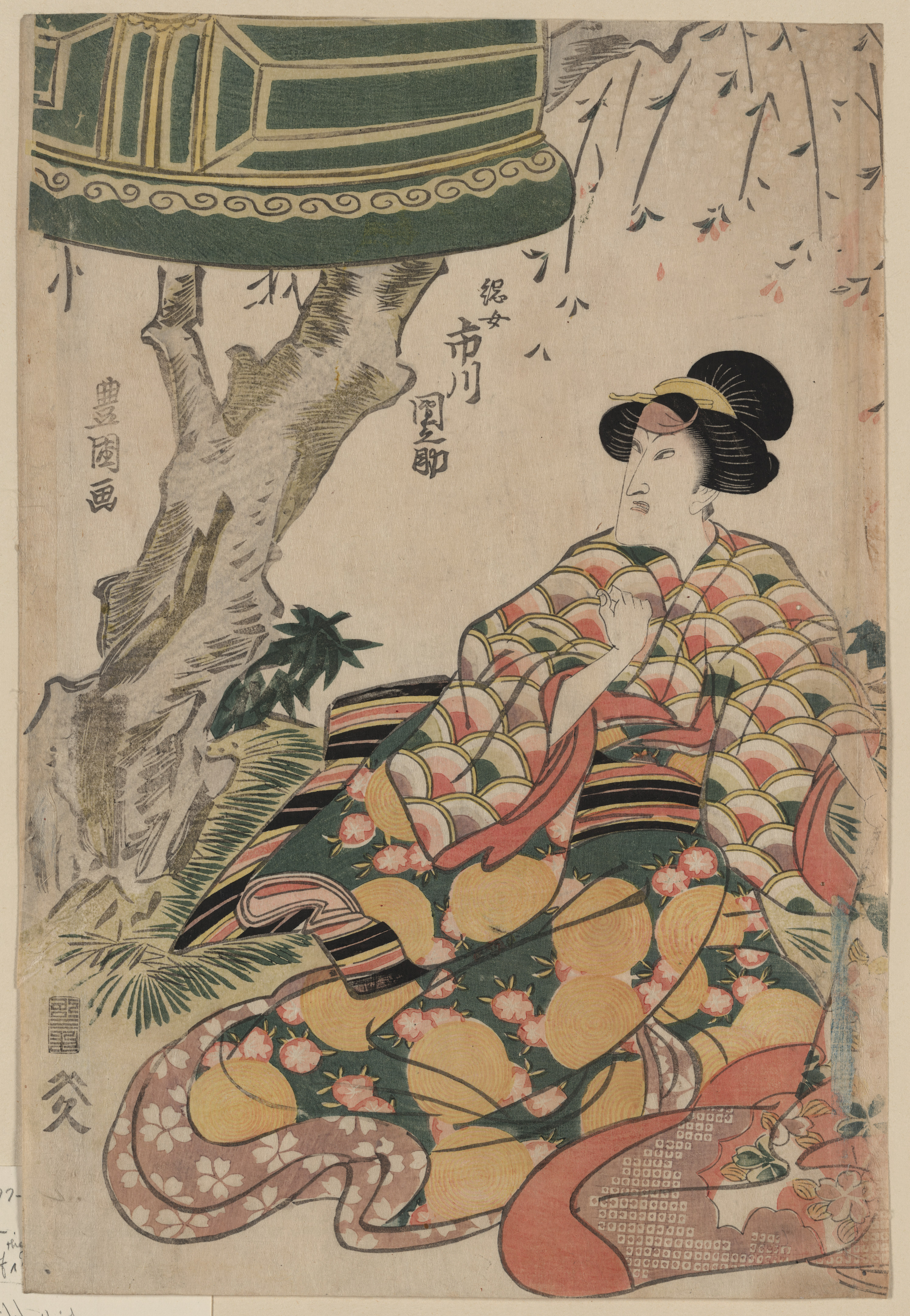
三代目市川團之助の綱女。文化11年3月、江戸市村座の『隅田川花御所染』より。初代歌川豊国画。

三代目 市川團之助（いちかわ だんのすけ、天明6年〈1786年〉 - 文化14年11月2日〈1817年12月9日〉）とは、江戸時代の歌舞伎役者。屋号は三河屋、俳名は三紅。

## 来歴
四代目市川團蔵の次男。当時大坂にいた父團蔵のもとで、5歳のとき市川團子と名乗って初舞台を踏む。その後竹田芝居で役者としての修業を積んだ。寛政12年（1800年）、市川團之助を襲名。文化3年（1806年）江戸に下り市村座の顔見世に出演、『女暫』を演じて大当りを取る。以後死ぬまで江戸の地を離れることはなかった。
しかし團之助はその数年後梅毒に罹り、せりふが観客に聞こえにくくなるなどの症状が出ていたという。また市村座は当時負債を重ねており文化12年（1815年）春に倒産して閉場、控え櫓の桐座がその興行を代行するに至った。團之助はその妻が桐座座元の親戚で興行の資金を援助していたことにより、桐座の後見人となる。だが桐座は興行権を得たものの出演する役者の顔ぶれが揃わず、翌年の文化13年（1816年）の正月になっても興行ができなかった。その年の3月、やっとのことで『賜助御贔屓』（たすけたまえかみのまにまに）を上演し、團之助は大切で『娘道成寺』を勤めた。しかし不入り、その後も桐座は興行を続けるもやはり不入りが続く。そして次の年の文化14年（1817年）1月、火事により近くの中村座とともに桐座は全焼した。
度重なる不入りで経営が逼迫していた桐座は、それでもなんとか仮普請で再建し3月に芝居の幕を開けた。4月には團之助が変化舞踊『三つ人形紅彩色』（みつにんぎょうべにのいろどり）を踊って評判となったが、この興行中に團之助は病に倒れ、桐座の興行も6月で最後となった。10月、経営が保てなくなった桐座はついに都座へ興行権を譲り渡し、團之助は都座の顔見世がはじまる五日前、自宅で遺書を残し自殺したのである。享年32。遺書によれば自分の病とそれまでの桐座の経営を苦にしてのことであった。桐座より興行を引き継いだ都座の顔見世は大入りとなった。そこで都座に出演していた三代目尾上菊五郎と岩井粂三郎（のちの六代目岩井半四郎）は、都座の興行収入のうち50両を市村家と團之助の遺族に贈ったという。
当り役は『傾城反魂香』の又平女房おとく、鏡山物の中老尾上など。特に『娘道成寺』については生涯一度踊っただけにも拘らず、「三津五郎よりも格別也」と当時評されている。三津五郎とは同時代の三代目坂東三津五郎で、『娘道成寺』を当り役として度々勤め好評を得ていたが、團之助のほうがよかったということである。式亭三馬は團之助について、「絶倫の若女形、所作地芸の兼備」と評している。ただしその顔は面長で唇が厚く、役者として容貌にはいまひとつ恵まれなかったようである。